# Schriftenreihe des Stadtarchivs Celle und des Bomann-Museums
Die Schriftenreihe des Stadtarchivs Celle und des Bomann-Museums ist laut ihrem teils abweichenden Titel eine „Schriftenreihe des Bomann-Museums und des Stadtarchivs Celle“.
Die von 1985 bis 1994 erschienene Zeitschrift befasste sich hauptsächlich mit der Geographie und Geschichte Deutschlands am Beispiel der niedersächsischen Stadt Celle und fand ihre Fortführung in dem teils auch als Nebentitel genannten Blatt Celler Beiträge zur Landes- und Kulturgeschichte.
Vorgänger der Schriftenreihe war das Bomann-Archiv.